# MT/s
Il megatransfer è un termine usato nella tecnologia dell'informatica, che rappresenta una unità di misura dei trasferimenti di dati. È abbreviato come MT ed è comunemente usato per la misurazione del numero di trasferimenti al secondo (MT/s o MT/sec). 1 MT/s significa un milione di trasferimenti al secondo.
Megatransfer si riferisce solitamente ai numeri effettivi di trasferimenti, o di trasferimenti percepiti all'esterno di un sistema o di un componente, in contrasto con la velocità o il tasso interna. Un esempio è un bus di un calcolatore che funziona a doppio tasso di dati (un trasferimento sia sul fronte di salita che sul fronte di discesa del segnale di clock): se il clock interno funziona a 100 megahertz, il tasso efficace è 200 MT/s.
È usato anche il termine gigatransfer (quindi GT/s) per rappresentare i miliardi di trasferimenti.